# Austrolimnophila fluxa
Austrolimnophila fluxa är en tvåvingeart som beskrevs av Alexander 1936. Austrolimnophila fluxa ingår i släktet Austrolimnophila och familjen småharkrankar. Inga underarter finns listade i Catalogue of Life.